# Gasthaus Brauerei

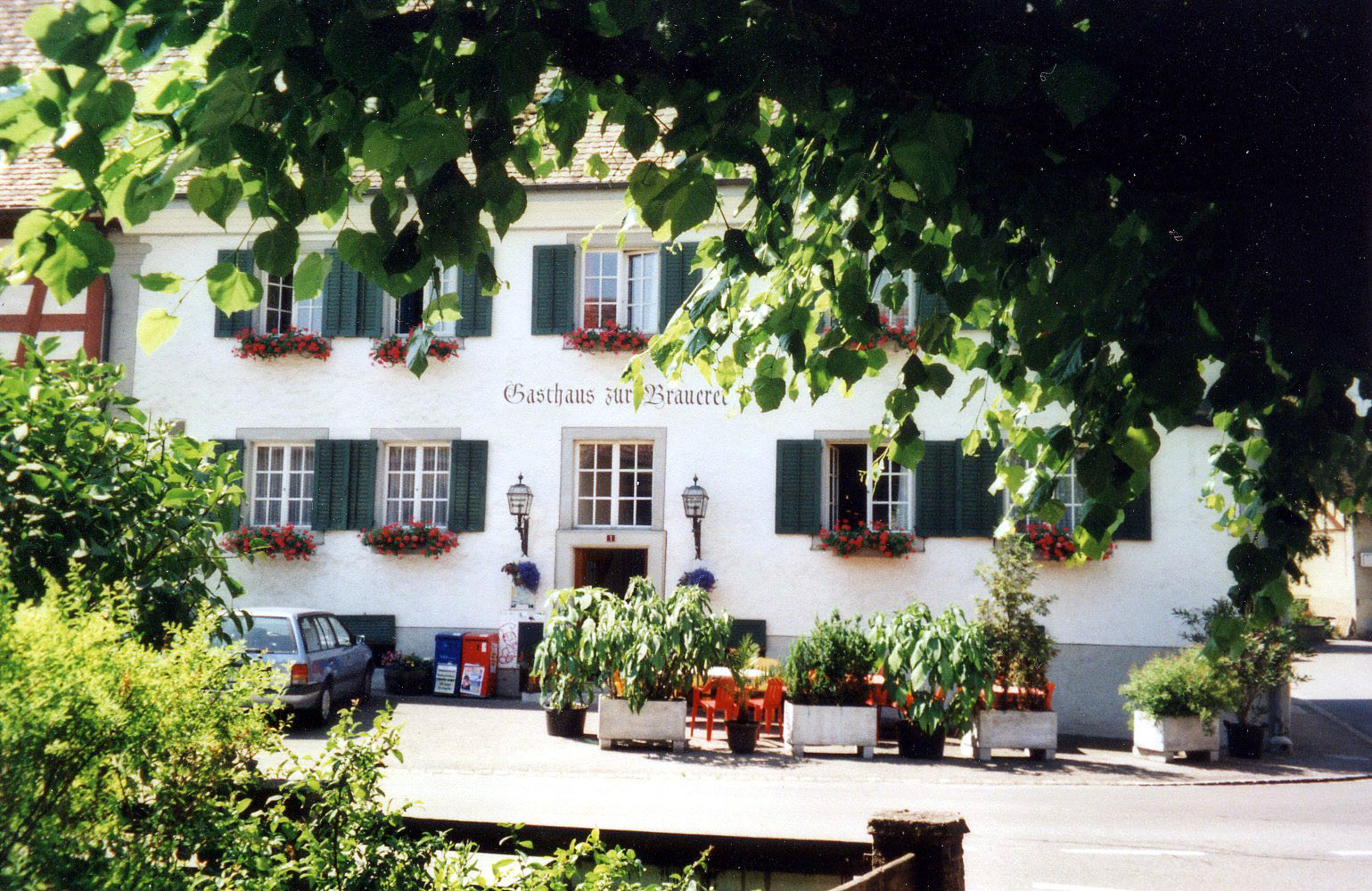
Gasthaus Brauerei Schleitheim

Das Gasthaus Brauerei ist ein historisches Gasthaus und Kulturgut von regionaler Bedeutung in Schleitheim im Schweizer Kanton Schaffhausen.

## Geschichte
Das Gasthaus wurde 1748 unter dem Amtmann des Klosters Reichenau Martin Stamm (1700 bis 1786) neu erbaut, nachdem das vorherige Amtshaus bei dem Dorfbrand vom 13. September 1747 zerstört worden war.

## Beschreibung
Der Bau ist zweigeteilt in einen gemauerten zweigeschossigen Wohnteil und den Ökonomieteil in Fachwerk mit Scheune und Stall. Über dem geschweiften Scheunentor stehen die Initialen der Erbauer Martin Stamm – Margaretha Denger 1748. Auf der östlichen Seite findet sich ebenfalls Riegelwerk mit Initialen und der Jahreszahl 1748. Den Keller bilden zwei hohe parallele Tonnen deren Scheitel über Bodenniveau liegen. Der rundbogige Kellereingang im Flur hat ebenfalls die Jahreszahl 1748. Eine Podesttreppe mit Staketengeländer führt in das Obergeschoss. Der kleine Südsaal ist holzgetäfelt und mit einer Régence-Stuckdecke ausgestattet. Der liegende Dachstuhl ist dreigeschossig.

## Gasthaus
Das Haus wird als bewirtschafteter Gasthof mit angeschlossener Landwirtschaft genutzt. Das Gasthaus bietet Platz für 100 Personen und hat eine Gartenwirtschaft. 2011 wurde das unweit gelegene Schloss Hohenlupfen erworben, wo neben Führungen auch Events geboten werden.